# Ecce Homo (Bosch Filadelfia)
L'Ecce Homo è un dipinto a olio su tavola (50x52 cm) già attribuito a Hieronymus Bosch, già datato tra il 1475 e il 1480 circa e conservato nel Philadelphia Museum of Art.

## Storia
L'opera era in genere datata alla fase giovanile di Bosch, datata ad esempio da Larsen al 1475-1480, vicino all'Ecce Homo di Francoforte, mentre la Cinotti parlava dei primi anni del Cinquecento.
Tuttavia recenti analisi dendrocronologiche, legate allo studio del supporto ligneo, hanno dimostrato un'età troppo giovane degli anelli del legno, portando ad escludere il lavoro dal corpus di opere di Bosch. Nonostante ciò non è escluso che si tratti di una copia di un dipinto o disegno perduto di Bosch, riferibile appunto ai primi anni della sua attività.
Ne esiste una seconda versione, di qualità inferiore, nella Clowes Fund Collection di Indianapolis.

## Descrizione e stile
Il dipinto, che Larsen riteneva frammento di una composizione più ampia, magari una Via Crucis completa, è diviso in due zone su sfondo oro. In alto Gesù che, dal parapetto di una sorta di loggia a gradoni, è mostrato alla folla da Ponzio Pilato e in basso la gente inferocita e deforme che gli urla contro, agitando minacciosa armi e bastoni. La parte inferiore, così insolitamente tagliata a mezza figura, è mostrata leggermente di scorcio a destra.
Gesù, esposto agli insulti, è collocato davanti a un ribassamento del parapetto, privandolo di qualsiasi riparo, ed è rappresentato sofferente ma umile e paziente, con gli occhi abbassati, le mani legate e il corpo magro, coperto solo da un mantello e dal perizoma. La violenza del contrasto è esaltata anche dal movimento a ondate, così irrazionale e minaccioso, che investe anche i soldati e i sacerdoti nella metà superiore.
L'intera opera è dominata dal tono giallognolo e dorato dello sfondo e dell'edificio. Le bizzarre figure si presentano in colori caldi: rosso e giallo.